# 콘피니
콘피니(이탈리아어: Configni)는 이탈리아 라치오주 리에티도에 위치한 코무네다. 로마로부터 북쪽 60km, 리에티로부터 서쪽 20km 거리에 있다.